# Alejandro Robaina
Alejandro Robaina Pereda (né le 20 mars 1919 à Alquízar, décédé à San Luis, province de Pinar del Río, Cuba le 17 avril 2010) est un producteur de tabac cubain, créateur de la marque de cigares Vegas Robaina.

## Biographie
Robaina est né à Alquizar et il a grandi et a vécu la plupart de sa vie dans la région de Vuelta Abajo de Pinar del Río dans une famille de cultivateurs de tabac depuis 1845 et notamment Leopoldo Robaina, originaire des Iles Canaries. À l'âge de dix ans il fume son premier cigare et reprend en 1951 les activités de la plantation à la mort de son père Maruto Robaina. Il reste un producteur indépendant, même après la Révolution cubaine de 1959 lorsque les plantations sont absorbées par des coopératives. Dans un entretien accordé en 2006 au magazine Cigar Aficionado, Robaina a déclaré qu'il avait négocié avec Fidel Castro à qui il a dit : 

« Fidel, je n'aime pas trop les coopératives ou les fermes d'Etat et la meilleure façon de cultiver le tabac selon moi est de cultiver le tabac en famille. Il voulait que je m'intègre à une coopérative mais je lui ai dit non. »

Fidel Castro accepta cette exception en retour du soutien qu'Alejandro Robaina avait apporté à certaines actions révolutionnaires.
Les feuilles de tabac de plantations de Robaina, surtout les feuilles de cape, sont souvent considérées comme parmi les meilleures dans le monde et ont été utilisés par des grandes marques de cigares comme Cohiba et Hoyo de Monterrey. Robaina a lui-même été surnommé le « Parrain du tabac cubain ».
Durant les années 1990, Robaina a été reconnu par le gouvernement cubain comme meilleur producteur de tabac du pays. En 1997, la marque Vegas Robaina est créée par la société appartenant au gouvernement cubain : Habanos SA afin de permettre à l'état cubain de contrôler l'activité en dépit du désir d'indépendance d'Alejandro Robaina. Robaina est aujourd'hui le seul producteur de tabac qui porte le nom de son fondateur et Alejandro a passé plusieurs décennies à parcourir le monde à promouvoir sa marque. Avec le temps, il voyage de moins en moins et reçoit la visite à son domicile et plantation des milliers d'amateurs de cigares chaque année.
En 2009, Robaina est diagnostiqué avec un cancer et il décède à son domicile sur sa plantation de tabac près de San Luis, Pinar del Río. Il avait déjà transmis la direction des opérations à son petit-fils Hiroshi plusieurs années avant sa mort.